# Gustavo Machado
Gustavo Machado Morales (19 de julio de 1898 - 17 de julio de 1983) fue un abogado y político comunista venezolano, uno de los fundadores del Partido Comunista de Venezuela (PCV) y del Partido Comunista de Cuba (PCC). También fue candidato a las Elecciones generales de Venezuela de 1947 y resultó elegido diputado en cuatro oportunidades.

## Biografía

### Primeros años
Nació en Caracas el 19 de julio de 1898. Integrante de una de las familias más conservadoras y adineradas de Venezuela en su época. Tuvo siete hermanos: Guillermo, Roberto, Carlos Enrique, Graciela, María Margarita (Maita), Helena y Eduardo; este último fue su inseparable compañero de luchas, presidios y exilios. Cursó sus estudios primarios en el colegio Católico Alemán Fröebel y en el Colegio Nacional de Varones donde se graduó en 1916.
En plena adolescencia enfrentó la dictadura del general Juan Vicente Gómez al ser Orador de Orden por los estudiantes de Caracas, en el centenario de la batalla de La Victoria, el 12 de febrero de 1914; luego del acto es apresado por los hermanos Gabante, esbirros del gomecismo, y encerrado en La Rotunda con grillos. En esta cárcel de Caracas Machado conoció y maduró sus primeros conceptos filosóficos y políticos sobre el marxismo, en plena efervescencia de la revolución rusa de 1917.

### Vida personal y estudios
Salió libre de su primer presidio el 19 de julio de 1915 y en 1916 se inscribió en la Universidad Central de Venezuela para estudiar derecho. Dadas su pasión y condiciones deportivas, fundó con sus hermanos Eduardo y Roberto, "Los Samanes BBC" uno de los clubes de béisbol que entre 1914 y 1918 mantuvo férrea rivalidad con el "Independencia BBC", que polarizaba a los aficionados caraqueños del béisbol de la época. Se destacó como out-fielder y cuarto bate del equipo  y jugó al fútbol actuando como puntero izquierdo.
Tuvo tres hijos con su primera esposa María Lucas, Arlette, Eduardo (fallecido) y Enrique. Arlette vivió en Caracas y Enrique con su familia en Bogotá. Su postura política le obligó a asilarse en los Estados Unidos en 1919 donde adelantó estudios de filosofía y humanidades en las universidades de Harvard y Cambridge. En esta última trabajó como transcriptor. En 1920, viajó a Francia donde cursó su carrera de abogado en La Sorbona, graduándose en el año de 1924. Allí conoció a su primera esposa, María Madeleine Lucas Rivoillen, con quien tuvo tres hijos: Arlette, Eduardo y Enrique.

### Vida política
Una vez establecido en Francia, entra en contacto con el marxismo-leninismo, y participa en la fundación del Partido Comunista Francés (PCF), en diciembre de 1920. Luego se radicó en Cuba donde trabajó como abogado para la Sugar Cane Corporation y dictó cátedra en la Universidad Libre José Martí de La Habana. Colaboró con Julio Antonio Mella, Carlos Baliño, Juan Marinello y su hermano Eduardo Machado en la fundación de la Liga Antiimperialista de las Américas y el Partido Comunista Cubano. Fue expulsado de Cuba por el dictador Gerardo Machado (con quien no tenía ningún parentesco) y se radicó en México para colaborar en el gobierno del general Lázaro Cárdenas en la Guerra Cristera.
En 1926 viajó a México como miembro del Partido Comunista Francés. En México, durante febrero de 1927, junto a Salvador de la Plaza, Julio Antonio Mella, Emilio Arévalo Cedeño y su hermano Eduardo Machado, fundan el Partido Revolucionario Venezolano, este partido serviría como precedente para la creación del Partido Comunista de Venezuela. Allí Gustavo Machado funda el órgano de prensa del PRV, el periódico "Libertad".
El 14 de mayo de 1928, viajó a Nicaragua y allí se relacionó con Augusto César Sandino, quien le anima a preparar una invasión a Venezuela e iniciar la lucha armada contra la dictadura de Juan Vicente Gómez. En Nicaragua conforma el comité Manos Fuera de Nicaragua (MAFUENIC), instancia que logra grandes jornadas de solidaridad política y financiera con la lucha encabezada por Augusto César Sandino. Machado sirvió como Oficial del Estado Mayor de Augusto César Sandino desde abril hasta julio de 1928.

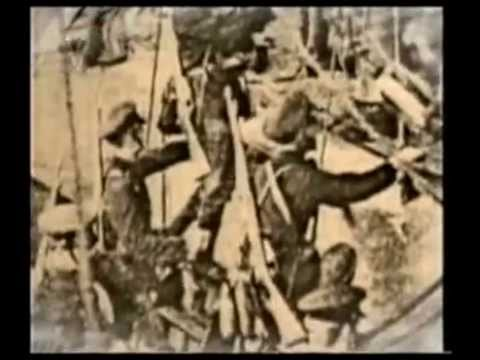
Invasión de Vela de Coro de 1929.

El 8 de junio de 1929, con 39 hombres mal armados, Machado junto a Rafael Simón Urbina, asaltaron el fuerte Ámsterdam de Curazao, apresaron al gobernador holandés Leonardus Albert Fruytier. Posteriormente, al frente de un grupo de 250 insurgentes (entre ellos Miguel Otero Silva, José Tomás Jiménez y Guillermo Prince Lara) toman al vapor estadounidense «Maracaibo», llevándose al gobernador Fruytier de rehén e invadiendo a Venezuela por La Vela de Coro pretendiendo derrocar al dictador Gómez. Las tropas gubernamentales, comandadas por el General León Jurado, presidente del estado Falcón hacen fracasar el intento el 13 de junio de 1929. Ante el fracaso de la expedición y al ver como la gran mayoría de sus copartidarios mueren allí, o caen presos, se refugian en la sierra falconiana. Finalmente huye a pie hasta Colombia en compañía de Otero Silva y Urbina.

 
Se exilia en Bogotá, donde establece una fuerte lucha contra el gomecismo y en favor de la gran cantidad de desterrados de Venezuela. Su amistad con Alberto Lleras Camargo, Jorge Eliécer Gaitán y el poeta Arturo Camacho Ramírez le permiten realizar debates políticos muy enriquecedores. Con su esposa María Lucas establecen una librería de material traído de la URSS en el barrio "La Candelaria" en Bogotá e importan películas rusas entre ellas "Flores de piedra" (Kamenyi tvetok), Alejandro Nevski y El acorazado Potemkin. La censura cinematográfica que regía para la época censuraba todo el material fílmico, especialmente el traído de la Unión Soviética, una vez fue citado al Ministerio de Educación en Colombia para llamarle la atención, en el mismo recinto se encontraba una persona que hacia diligencias sobre su actividad, Machado que era una persona con excelentes capacidades de comunicación y de risa fácil, inicio conversación con esta persona y le preguntó qué hacía allí, el personaje le contó que hacía diligencias porque él importaba montañas rusas, la popular diversión de los parques, a lo que le replicó:
".....yo únicamente por traer películas rusas estoy censurado, no me imagino lo que le harán a usted por traer montañas de ese país".
En 1931, desde Colombia, Gustavo Machado estableció contacto con Carmen Fortoul y Joseph Kornfeder quienes a su vez se encargaron de establecer contacto con Aurelio Fortoul quien se encontraba en Caracas, esto con el objetivo de crear la primera célula del Partido Comunista de Venezuela. Estos mismos personajes, preparan y reproducen el Primer Manifiesto Comunista de Venezuela, el cual enviarían a Venezuela para su distribución en mayo de ese mismo año.
Regresa a Venezuela en 1935 donde es apresado en el buque General Salom y posteriormente es trasladado a Maracaibo al Castillo de San Carlos de la Barra, de donde sale libre el 14 de febrero del mismo año, por presión popular. En 1936 participa activamente en la organización del Partido Comunista de Venezuela, en marzo de ese año, en un discurso en el Teatro Nacional de Caracas afirma: "Yo soy comunista", para este momento aún faltaban más de nueve años para que las organizaciones comunistas y el simple hecho de profesar ideas comunistas, dejaran de estar prohibidas por la Constitución. Con esta frase provoca al gobierno gomecista y el 4 de febrero de 1937 es detenido junto como Salvador de la Plaza y Carlos Alberto D'Ascoli. Posteriormente lo expulsan de nuevo al exilio en compañía de 41 compañeros de lucha. Es deportado a México y de ahí viaja de nuevo a Colombia, donde estará hasta 1944, fecha del retorno a Caracas.
Regresa nuevamente a Venezuela en 1944 y en 1946 es elegido como miembro de la Asamblea Nacional Constituyente. Tras el Congreso de la Unidad del PCV (1946), Gustavo Machado junto a Juan Bautista Fuenmayor, Luis Emiro Arrieta (posteriormente sustituido por Jesús Faría), conformaron el Secretariado del PCV en sustitución del cargo de secretario general. En 1947 fue candidato presidencial por el ya legalizado Partido Comunista de Venezuela. En esas elecciones Gustavo Machado no resultó elegido presidente, pero consiguió un curul como diputado al congreso. En 1948 funda el periódico Tribuna Popular, cuyo primer número salió publicado el 17 de febrero de 1948, y del cual fue director hasta su muerte, excepto desde 1951 a 1958 durante la dictadura del general Marcos Pérez Jiménez, por su destierro del país y desde 1963 a 1968, por estar en presidio. En 1950, al inicio de la dictadura perezjimenista, es expulsado del país, hacia México, desde donde realiza varias campañas de denuncia contra los crímenes de la dictadura y de solidaridad con los presos políticos.
El 30 de octubre de 1953 Gustavo Machado, contrae segundas nupcias con Elsa Vera Fortique. En 1956 conoce a Fidel Castro y al Che Guevara quienes planean, desde México, la expedición del buque Granma para liberar a Cuba de la dictadura de Fulgencio Batista. El 23 de enero de 1958 cae la dictadura del general Marcos Pérez Jiménez y es legalizado el PCV. Gustavo regresa a Venezuela y es elegido diputado al Congreso Nacional en representación del PCV, esto durante los comicios del 7 de diciembre de 1958. En 1959 sostuvo reuniones privadas con Fidel Castro en Caracas durante su primera gira oficial a menos de un mes del triunfo de la Revolución cubana.

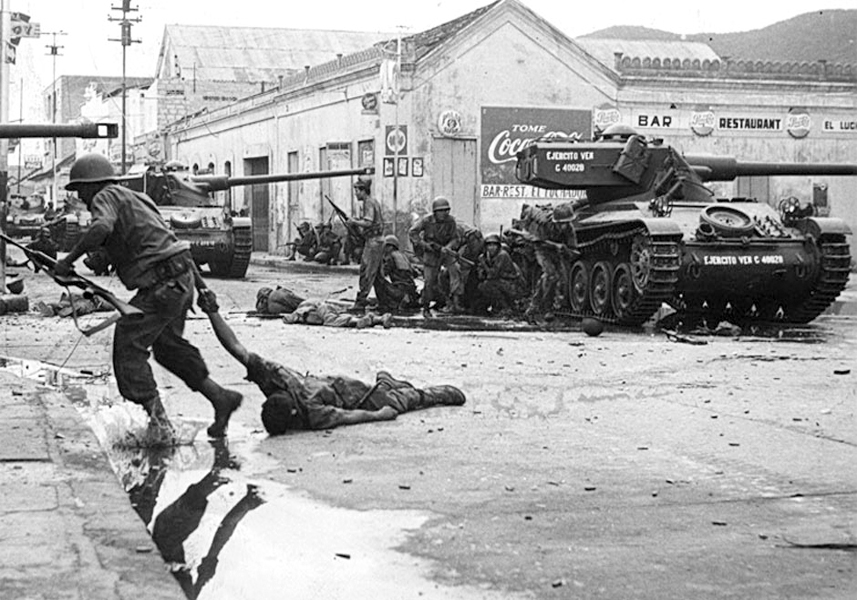
El Carupanazo.

Luego del fracasado levantamiento militar en la base naval de Carúpano llamado "El Carupanazo" (mayo de 1962), el presidente Rómulo Betancourt declara ilegal el PCV y rompe relaciones con Cuba. Las acciones armadas continuaron y un mes después en Puerto Cabello ocurre otra acción militar cuando el batallón de la Infantería de Marina se alza nuevamente contra el gobierno. En esta intentona golpista, conocida como "El Porteñazo", murieron unas 400 personas en combates entre los militares alzados y las tropas gubernamentales. Estas sublevaciones son vistas como las más funestas del poderío bélico de aquel entonces. Millares de víctimas, heridos y detenidos; la mayoría de ellos caídos en enfrentamientos con la Digepol y el Ejército de Venezuela.  Varios de los responsables de estas acciones fundaron posteriormente las Fuerzas Armadas de Liberación Nacional (FALN).
El 30 de septiembre de 1963 un grupo de guerrilleros del comando César Augusto Ríos de las FALN que ejecutaban la Operación Italo Sardi, asaltan el Tren del Encanto. Durante el accionar los subversivos ultimaron a 5 guardias nacionales lo cual causó una gran conmoción en el ámbito nacional e internacional.
El primero de octubre, Gustavo Machado del PCV y Domingo Alberto Rangel del MIR suscribieron un comunicado de prensa en el que a título personal repudiaban la acción de El Encanto y eximían de toda culpa a sus partidos. Era, sin embargo, demasiado tarde pues el gobierno nacional a través del Ministro del Interior Manuel Mantilla ya había tomado la decisión de impulsar los mecanismos estatales para ilegalizar a los partidos de izquierda.
Ya el mismo 30 de septiembre el ministro de la Defensa, General Antonio Briceño Linares ordenó al juez militar tercero de primera instancia, Capitán (a) Rafael Ángel Chalbaud que iniciara un consejo de guerra contra un grupo de diputados y senadores acusados de rebelión militar. Así que el mismo día que aparecía el comunicado de prensa, comenzaban los allanamientos y las detenciones, primero apresaron a Gustavo Machado (siendo diputado en ejercicio) y a su hermano Eduardo junto a Jesús María Casal y Jesús Villavicencio. En las siguientes jornadas apresarían a Simón Sáez Mérida, Pedro Ortega Díaz, Guillermo García Ponce, Pompeyo Márquez, a Domingo Alberto Rangel y otros disidentes marxistas que fueron encarcelados en el cuartel San Carlos.
En 1964, a raíz de la aprobación de la "Ley de Conmutación de Penas", le proponen dejarlo en libertad a cambio de que acepte un exilio voluntario y el expresa: "Prefiero morir del corazón en el cuartel San Carlos que de gripe en París". En el 21 de marzo de 1968, el presidente Raúl Leoni lo libera por indulto de la pena y debido a su edad, como consecuencia de la presión nacional e internacional. En las elecciones venezolanas de 1968, resultó elegido diputado por el partido Unión para Avanzar (UPA), fachada legal del PCV, ya que para ese entonces aún se encontraba ilegalizado. Gustavo Machado fue elegido por el Distrito Federal siendo candidato del PCV rehabilitado en 1970.
En 1973 es reelecto como diputado por el Distrito Federal, para el periodo 1974-1979, durante sus funciones como legislador, fue un destacado parlamentario revolucionario en el Congreso Nacional, siempre levantando la voz en defensa de los derechos de la clase obrera y del pueblo venezolano. En 1974 cuando se realizó el V Congreso del PCV, se creó la figura de Presidente del PCV, es entonces cuando Gustavo Machado fue nombrado como el primer Presidente del Partido Comunista de Venezuela. En 1981 le otorgan el título Doctor Honoris Causa en la Universidad de los Andes de Mérida, Venezuela.
Después de cumplir con sus funciones como diputado, se retiró de la vida pública. Falleció en Caracas el 17 de julio de 1983 a los 84 años y le rinden honores en el Congreso de la República, considerado un militante de honor y soldado de la noble causa por la lucha del pueblo venezolano y latinoamericano. En su honor el Premio Municipal al Pensamiento Político "Gustavo Machado" es otorgado por el Concejo Municipal del Municipio Libertador del Distrito Capital a través de la Comisión Permanente de Educación y Cultura.

## En el Partido Comunista de Venezuela

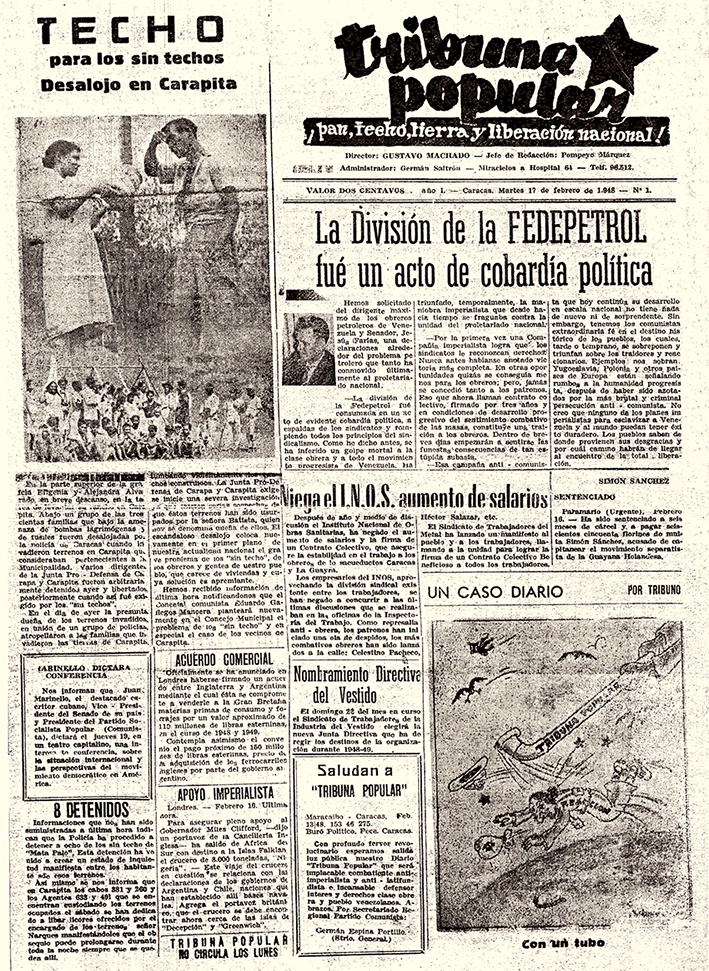
Edición N.º 1 de Tribuna Popular.

Gustavo Machado es uno de los líderes más importantes del Partido Comunista de Venezuela, y sus aportes aún se mantienen en el ideario de la izquierda venezolana.
- Fue fundador del PRV que fue el primer antecedente del PCV.
- Coordina la creación desde las primeras células del PCV en la distancia.
- Fue miembro del Secretariado del PCV desde 1946 hasta 1950.
- Fue presidente del PCV desde 1974 hasta su muerte en 1983.
- Fundó Tribuna Popular, y fue su director desde 1948 hasta 1983 cuando murió.
- Fue candidato a la presidencia de la República de Venezuela en 1947.
- Fue diputado cuatro veces, electo por el pueblo venezolano.

Junto con Pío Tamayo, Eduardo su hermano, los hermanos Fortoul, Rodolfo Quintero, Eduardo Gallegos Mancera, Salvador de la Plaza, Miguel Otero Silva y Juan Bautista Fuenmayor, entre otros destacados intelectuales venezolanos, forman parte de la generación que introduce el pensamiento marxista en Venezuela durante las primeras décadas del siglo XX. Gustavo Machado asumió con hidalguía el renunciar a los privilegios económicos que le brindara su entorno familiar, dada la reconocida riqueza de que disponían sus padres, esto, para solidarizarse con los explotados de la tierra y exigir en los escenarios internacionales latinoamericanos y europeos el apoyo a la lucha del pueblo venezolano por derrocar la dictadura gomecista.

### Familia
Su primo Gustavo Henrique Machado Hernández nació en Caracas el 27 de abril de 1897. Hijo del doctor Alfredo Machado Núñez y de Antonia Hernández Machado. Egresó como bachiller en Filosofía y Letras; estudió en la Universidad Central de Venezuela, y se graduó como doctor en Ciencias Médicas (1920), luego viajó en 1921 a Francia a especializarse en Pediatría en la Facultad de Medicina de la Universidad de París. Comenzó a trabajar al regresar a Venezuela en 1924 en el Hospital Vargas como jefe de Servicio (1925-1930); posteriormente ejerció en el Hospital de Niños de la Cruz Roja Venezolana (1930-1933). Fundó y dirigió el Hospital Municipal de Niños "Doctor José Manuel de los Ríos" (1936); Presidente del Primer Congreso Venezolano de Pediatría y el primer presidente de la Junta Directiva de la Sociedad Venezolana de Puericultura y Pediatría (1938); presidió las Primeras Jornadas de dicha Sociedad en 1943; el 29 de junio de 1950 se incorporó como Individuo de Número de la Academia Nacional de Medicina, en el Sillón IX; fundó la Escuela Municipal de Enfermeras en el Hospital de Niños; asesor de muchas instituciones privadas como la Liga de Higiene Mental, MICA, FIPAN y OPAN.